# Kroatië op het Europees kampioenschap voetbal 2016
Kroatië was een van de deelnemende landen aan het Europees kampioenschap voetbal 2016 in Frankrijk. Het was de vijfde keer dat Kroatië zich wist te plaatsen voor het eindtoernooi van een EK voetbal. Het land werd in de achtste finale uitgeschakeld door Portugal.

## Kwalificatie
Kroatië begon op 9 september 2014 met een thuiswedstrijd tegen Malta aan de kwalificatiecampagne. Malta stond na een dik half uur nog maar met zijn tienen op het veld na een rode kaart voor Steve Borg. Luka Modrić en Andrej Kramarić scoorden in de tweede helft elk een doelpunt en stelden zo de 2-0 zege veilig. Een maand later werd er moeizaam gewonnen met 0-1 van Bulgarije na een owngoal van Nikolay Bodurov. Enkele dagen later ging Azerbeidzjan voor de bijl met 6-0. Andrej Kramarić opende de score waarna Ivan Perišić (2x), Marcelo Brozović en Luka Modrić de cijfers nog aandikten. Rashad Sadygov zorgde met een owngoal voor de eindscore. In november 2014 ging Kroatië op bezoek bij de grootste concurrent uit de groep, Italië. Na een kwartier stond de 1-1 eindscore al vast, na goals van Antonio Candreva en Ivan Perišić.
De volgende wedstrijd vond pas plaats op 28 maart 2015. Kroatië ontving Noorwegen. Brozović, Perišić en Ivica Olić lieten de Kroaten tot 3-0 uitlopen, waarna Alexander Tettey wist te scoren voor Noorwegen. Gordon Schildenfeld en Danijel Pranjić legden de 5-1 eindscore vast. Vedran Ćorluka ontving twee gele kaarten en was geschorst voor de volgende wedstrijd. Die werd in juni 2015 thuis gespeeld tegen Italië. Mario Mandžukić en Antonio Candreva zorgden voor de 1-1 eindstand. Ditmaal moest Darijo Srna twee gele kaarten incasseren. Achteraf verspeelde Kroatië het verdiende punt tegen Italië nadat de UEFA had beslist over het hakenkruis dat was aangebracht op het Kroatische veld.
In september 2015 geraakte Kroatië niet verder dan een 0-0 gelijkspel op bezoek in Azerbeidzjan. Een paar dagen later werd het nog erger voor de Kroaten die in Noorwegen met 2-0 verloren na een goal van Jo Inge Berget en een owngoal van Ćorluka. De eerstvolgende thuismatch werd wel gewonnen, het werd 3-0 tegen Bulgarije na goals van Perišić, Ivan Rakitić en Nikola Kalinić. Duje Čop ontving in de 90ste minuut nog een rode kaart. Enkele dagen later won Kroatië hun laatste kwalificatiematch met 0-1 van Malta na een goal van Perišić, die duidelijk de meest beslissende speler van Kroatië was tijdens de kwalificatiecampagne.
Ondanks dat de Kroaten een punt moesten inleveren aan de groene tafel wisten ze zich met een tweede plaats in Groep H rechtstreeks te plaatsen voor het EK.

### Kwalificatieduels
| 9 september 2014 | Kroatië      | 2 – 0 | Malta        |
| 10 oktober 2014  | Bulgarije    | 0 – 1 | Kroatië      |
| 13 oktober 2014  | Kroatië      | 6 – 0 | Azerbeidzjan |
| 16 november 2014 | Italië       | 1 – 1 | Kroatië      |
| 28 maart 2015    | Kroatië      | 5 – 1 | Noorwegen    |
| 12 juni 2015     | Kroatië      | 1 – 1 | Italië       |
| 3 september 2015 | Azerbeidzjan | 0 – 0 | Kroatië      |
| 6 september 2015 | Noorwegen    | 2 – 0 | Kroatië      |
| 10 oktober 2015  | Kroatië      | 3 – 0 | Bulgarije    |
| 13 oktober 2015  | Malta        | 0 – 1 | Kroatië      |

### Stand groep H
| Pos | Land         | Wed | Win | Gel | Ver | DV | DT | +/- | Pnt |
| --- | ------------ | --- | --- | --- | --- | -- | -- | --- | --- |
| 1   | Italië       | 10  | 7   | 3   | 0   | 16 | 7  | +9  | 24  |
| 2   | Kroatië      | 10  | 6   | 3   | 1   | 20 | 5  | +15 | 20  |
| 3   | Noorwegen    | 10  | 6   | 1   | 3   | 13 | 10 | +3  | 19  |
| 4   | Bulgarije    | 10  | 3   | 2   | 5   | 9  | 12 | –3  | 11  |
| 5   | Azerbeidzjan | 10  | 1   | 3   | 6   | 7  | 18 | –11 | 6   |
| 6   | Malta        | 10  | 0   | 2   | 8   | 3  | 16 | –13 | 2   |

## EK-voorbereiding

### Wedstrijden
|                                                   |            |       |                                        |                                                                                            |
| 17 november 2015 «onderlinge duels» 17:00 (UTC+3) | Rusland    | 1 – 3 | Kroatië                                | Olimp-2, Rostov aan de Don Toeschouwers: 15.000 Scheidsrechter: Clément Turpin (Frankrijk) |
| 17 november 2015 «onderlinge duels» 17:00 (UTC+3) | Smolov 15' |       | 57' Kalinić 60' Brozović 82' Mandžukić | Olimp-2, Rostov aan de Don Toeschouwers: 15.000 Scheidsrechter: Clément Turpin (Frankrijk) |

|                                                |               |       |               |                                                                    |
| 26 maart 2016 «onderlinge duels» 18:00 (UTC+1) | Hongarije     | 1 – 1 | Kroatië       | Groupama Arena, Boedapest Scheidsrechter: Radek Příhoda (Tsjechië) |
| 26 maart 2016 «onderlinge duels» 18:00 (UTC+1) | Dzsudzsák 79' |       | 18' Mandžukić | Groupama Arena, Boedapest Scheidsrechter: Radek Příhoda (Tsjechië) |

|                                              |             |       |          |                                                                                   |
| 27 mei 2016 «onderlinge duels» 20:30 (UTC+2) | Kroatië     | 1 – 0 | Moldavië | Gradski Stadion, Koprivnica Scheidsrechter: Ognjen Valjić (Bosnië en Herzegovina) |
| 27 mei 2016 «onderlinge duels» 20:30 (UTC+2) | Kramarić 9' |       |          | Gradski Stadion, Koprivnica Scheidsrechter: Ognjen Valjić (Bosnië en Herzegovina) |

|                                |                                                                                          |        |            |                                                                  |
| 4 juni 2016 «onderlinge duels» | Kroatië                                                                                  | 10 – 0 | San Marino | Rujevica Stadion, Rijeka Scheidsrechter: Mitja Žganec (Slovenië) |
| 4 juni 2016 «onderlinge duels» | Pjaca 20' Mandžukić 23', 36', 38' Srna 24' Perišić 40' Rakitić 50' Kalinić 59', 73', 84' |        |            | Rujevica Stadion, Rijeka Scheidsrechter: Mitja Žganec (Slovenië) |

## Het Europees kampioenschap
De loting vond op 12 december 2015 plaats in Parijs. Kroatië werd ondergebracht in groep D, samen met Spanje, Tsjechië en Turkije.
De Kroaten wonnen het eerste groepsduel met 1-0 van Turkije. Nadat Selçuk İnan een voorzet van Mario Mandžukić het Turkse strafschopgebied uitschoot, nam Luka Modrić de afvallende bal ineens vanuit de lucht op zijn schoen. Hiermee maakte hij in de 41e minuut het enige doelpunt van de wedstrijd. Het tweede groepsduel eindigde in 2-2, tegen Tsjechië. Kroatië kwam daarbij eerst met 2-0 voor. Het eerste doelpunt viel in de 37e minuut. Milan Badelj zette op het middenveld Jaroslav Plašil van de bal en gaf die in dezelfde beweging op links mee aan Ivan Perišić. Die liep door tot in het strafschopgebied, deed geen poging om Tomáš Sivok nog te passeren en schoot de bal diagonaal over de grond achter doelman Petr Čech. Veertien minuten na rust werd het 2-0. Marcelo Brozović onderschepte een pass van Roman Hubník en stuurde Ivan Rakitić daarna alleen op het Tsjechische doel af. Hij stiftte de bal vervolgens over Čech. Tsjechië verkleinde de achterstand na 75 minuten tot 2-1. Tomáš Rosický gaf met de buitenkant van zijn rechtervoet een voorzet die invaller Milan Škoda ter hoogte van de strafschopstip in de rechterbovenhoek kopte. In de derde minuut van de blessuretijd kregen de Tsjechen een strafschop. Čech schoot een bal vanaf eigen helft het Kroatische strafschopgebied in, waarna Domagoj Vida die tijdens een duel met Tomáš Sivok op zijn hand kreeg. Invaller Tomáš Necid maakte vanaf de penaltystip gelijk.
Kroatië wist voor aanvang van haar laatste pouleduel al dat het doorging naar de achtste finales. Nummer drie en vier Tsjechië en Turkije speelden tegen elkaar en konden de Kroaten daarom niet alle twee voorbij, terwijl dankzij de ontwikkelingen in andere groepen inmiddels duidelijk was dat de Kroaten met vier punten ook minimaal bij de vier beste nummers drie zouden horen. De wedstrijd tegen het ook al geplaatste Spanje ging daarom puur om de plaats in de eindstand in de poule. Een 2-1-overwinning zorgde ervoor dat Kroatië de Spanjaarden passeerde en groepswinnaar werd. Spanje kwam in de zevende minuut eerst op 0-1. David Silva zette Álvaro Morata met een steekpass rechts voor het doel, waarna die doelman Danijel Subašić passeerde in de lange hoek. Nikola Kalinić maakte in de laatste minuut van de eerste helft gelijk door een voorzet van Perišić vanaf links met de buitenkant van zijn rechtervoet binnen te tikken. Spanje kreeg in de 72e minuut een strafschop nadat Šime Vrsaljko Silva in de rug liep, maar doelman Danijel Subašić stopte de inzet van Sergio Ramos. Perišić maakte in de 87e minuut het winnende doelpunt. Nadat Marko Pjaca op eigen helft een counter inleidde, zette Kalinić hem links voor het doel en passeerde hij David de Gea in de korte hoek.
Kroatië nam het in haar achtste finale op tegen Portugal, de nummer drie van groep F. Het lukte beide ploegen gedurende de reguliere speeltijd van deze wedstrijd niet om een bal op het vijandelijke doel te schieten of koppen. Een doelpunt drie minuten voor het einde van de tweede verlenging was beslissend: 0-1 voor Portugal. Net nadat Perišić een voorzet van Pjaca op de paal kopte, verloor Ivan Strinić de bal op eigen helft aan invaller Ricardo Quaresma. De Portugezen plaatsten direct een counter via achtereenvolgens Cristiano Ronaldo, de eveneens ingevallen Renato Sanches en Nani, die de meegelopen Ronaldo weer aanspeelde op de rand van het Kroatische doelgebied. Doelman Subašić blokkeerde zijn schot nog, maar Quaresma kopte de wegstuitende bal daarna voor open doel in. Daarmee zat het toernooi er voor Kroatië op.

### Uitrustingen
| Thuis | Uit | Doelman |

### Technische staf
| Functie         | Naam           |
| --------------- | -------------- |
| Bondscoach      | Ante Čačić     |
| Assistent-coach | Josip Šimunić  |
| Assistent-coach | Ante Miše      |
| Keeperstrainer  | Marjan Mrmić   |
| Conditietrainer | Leonard Sovina |

### Selectie en statistieken
| Nr. | Naam                | Geboortedatum | GW |   |   |   |   |   |   | Club             | Positie(s) |
| --- | ------------------- | ------------- | -- | - | - | - | - | - | - | ---------------- | ---------- |
| 1   | Ivan Vargić         | 15-03-1987    | 0  | 0 | 0 | 0 | 0 | 0 | 0 | Rijeka           | GK         |
| 2   | Šime Vrsaljko       | 10-01-1992    | 2  | 0 | 1 | 0 | 0 | 1 | 0 | Sassuolo         | RB, LB     |
| 3   | Ivan Strinić        | 17-07-1987    | 3  | 0 | 1 | 0 | 0 | 0 | 1 | Napoli           | LB         |
| 4   | Ivan Perišić        | 02-02-1989    | 4  | 2 | 1 | 0 | 0 | 0 | 2 | Internazionale   | LW, RW, AM |
| 5   | Vedran Ćorluka      | 05-02-1986    | 4  | 0 | 0 | 0 | 0 | 0 | 1 | Lokomotiv Moskou | CB, RB, LB |
| 6   | Tin Jedvaj          | 28-11-1995    | 1  | 0 | 0 | 0 | 0 | 0 | 0 | Bayer Leverkusen | CB, RB, LB |
| 7   | Ivan Rakitić        | 10-03-1988    | 4  | 1 | 0 | 0 | 0 | 0 | 3 | Barcelona        | CM, AM     |
| 8   | Mateo Kovačić       | 06-05-1994    | 2  | 0 | 0 | 0 | 0 | 2 | 0 | Real Madrid      | CM         |
| 9   | Andrej Kramarić     | 19-06-1991    | 3  | 0 | 0 | 0 | 0 | 3 | 0 | Hoffenheim       | CF, AM, RW |
| 10  | Luka Modrić         | 09-09-1985    | 3  | 1 | 0 | 0 | 0 | 0 | 1 | Real Madrid      | CM, AM     |
| 11  | Darijo Srna         | 01-05-1982    | 4  | 0 | 1 | 0 | 0 | 0 | 0 | Sjachtar Donetsk | RB         |
| 12  | Lovre Kalinić       | 03-04-1990    | 0  | 0 | 0 | 0 | 0 | 0 | 0 | Hajduk Split     | GK         |
| 13  | Gordon Schildenfeld | 18-03-1985    | 2  | 0 | 0 | 0 | 0 | 1 | 1 | Dinamo Zagreb    | CB         |
| 14  | Marcelo Brozović    | 16-11-1992    | 3  | 0 | 1 | 0 | 0 | 0 | 0 | Internazionale   | CM         |
| 15  | Marko Rog           | 19-07-1995    | 1  | 0 | 1 | 0 | 0 | 0 | 1 | Dinamo Zagreb    | AM, LW     |
| 16  | Nikola Kalinić      | 05-01-1988    | 2  | 1 | 0 | 0 | 0 | 1 | 0 | Fiorentina       | CF         |
| 17  | Mario Mandžukić     | 21-05-1986    | 3  | 0 | 0 | 0 | 0 | 0 | 2 | Juventus         | CF         |
| 18  | Ante Ćorić          | 14-04-1997    | 0  | 0 | 0 | 0 | 0 | 0 | 0 | Dinamo Zagreb    | AM, CM     |
| 19  | Milan Badelj        | 25-02-1989    | 4  | 0 | 1 | 0 | 0 | 0 | 0 | Fiorentina       | DM, CM     |
| 20  | Marko Pjaca         | 06-05-1995    | 3  | 0 | 0 | 0 | 0 | 2 | 1 | Dinamo Zagreb    | LW, AM, RW |
| 21  | Domagoj Vida        | 29-04-1989    | 3  | 0 | 1 | 0 | 0 | 0 | 0 | Dynamo Kiev      | CB, RB, LB |
| 22  | Duje Čop            | 01-02-1990    | 1  | 0 | 0 | 0 | 0 | 1 | 0 | Málaga           | CF         |
| 23  | Danijel Subašić     | 27-10-1984    | 4  | 0 | 0 | 0 | 0 | 0 | 0 | AS Monaco        | GK         |

### Wedstrijden
| Nr. | Land     | GW | W | G | V | DV | DT | DS | Ptn |
| --- | -------- | -- | - | - | - | -- | -- | -- | --- |
| 1   | Kroatië  | 3  | 2 | 1 | 0 | 5  | 3  | +2 | 7   |
| 2   | Spanje   | 3  | 2 | 0 | 1 | 5  | 2  | +3 | 6   |
| 3   | Turkije  | 3  | 1 | 0 | 2 | 2  | 4  | -2 | 3   |
| 4   | Tsjechië | 3  | 0 | 1 | 2 | 2  | 5  | -3 | 1   |

#### Groepsfase
|                                               |         |            |         |                                                                                       |
| 12 juni 2016 «onderlinge duels» 15:00 (UTC+2) | Turkije | 0 – 1      | Kroatië | Parc des Princes, Parijs Toeschouwers: 43.842 Scheidsrechter: Jonas Eriksson (Zweden) |
| 12 juni 2016 «onderlinge duels» 15:00 (UTC+2) |         | 41' Modrić |         | Parc des Princes, Parijs Toeschouwers: 43.842 Scheidsrechter: Jonas Eriksson (Zweden) |

| Turkije | Kroatië |

| Turkije:       |    |                  |           |
|                |    |                  |           |
| GK             | 1  | Volkan Babacan   |           |
| RB             | 7  | Gökhan Gönül     |           |
| CB             | 15 | Mehmet Topal     |           |
| CB             | 3  | Hakan Balta      | 48'       |
| LB             | 18 | Caner Erkin      |           |
| DM             | 8  | Selçuk İnan      |           |
| RW             | 6  | Hakan Çalhanoğlu |           |
| CM             | 16 | Ozan Tufan       |           |
| CM             | 14 | Oğuzhan Özyakup  | 46'       |
| LW             | 10 | Arda Turan       | 65'       |
| CF             | 9  | Cenk Tosun       | 31' 69'   |
| Wisselspelers: |    |                  |           |
| FW             | 20 | Volkan Şen       | 46' 90+1' |
| FW             | 17 | Burak Yılmaz     | 65'       |
| FW             | 21 | Emre Mor         | 69'       |
| Coach:         |    |                  |           |
| Fatih Terim    |    |                  |           |

| Kroatië:       |    |                     |       |
|                |    |                     |       |
| GK             | 23 | Danijel Subašić     |       |
| RB             | 11 | Darijo Srna         |       |
| CB             | 5  | Vedran Ćorluka      |       |
| CB             | 21 | Domagoj Vida        |       |
| LB             | 3  | Ivan Strinić        | 80'   |
| CM             | 10 | Luka Modrić         |       |
| CM             | 19 | Milan Badelj        |       |
| RW             | 14 | Marcelo Brozović    |       |
| AM             | 7  | Ivan Rakitić        | 89'   |
| LW             | 4  | Ivan Perišić        | 87'   |
| CF             | 17 | Mario Mandžukić     | 90+3' |
| Wisselspelers: |    |                     |       |
| FW             | 9  | Andrej Kramarić     | 87'   |
| DF             | 13 | Gordon Schildenfeld | 89'   |
| MF             | 20 | Marko Pjaca         | 90+3' |
| Coach:         |    |                     |       |
| Ante Čačić     |    |                     |       |

Man van de wedstrijd:

 Luka Modrić

|                                               |                              |       |                         | |
| 17 juni 2016 «onderlinge duels» 18:00 (UTC+2) | Tsjechië                     | 2 – 2 | Kroatië                 | Stade Geoffroy-Guichard, Saint-Étienne Toeschouwers: 38.376 Scheidsrechter: Mark Clattenburg (Engeland) |
| 17 juni 2016 «onderlinge duels» 18:00 (UTC+2) | Škoda 75' Necid 90+3' (pen.) |       | 37' Perišić 59' Rakitić | Stade Geoffroy-Guichard, Saint-Étienne Toeschouwers: 38.376 Scheidsrechter: Mark Clattenburg (Engeland) |

| Tsjechië | Kroatië |

| Tsjechië:      |    |                 |     |
|                |    |                 |     |
| GK             | 1  | Petr Čech       |     |
| RB             | 2  | Pavel Kadeřábek |     |
| CB             | 6  | Tomáš Sivok     | 72' |
| CB             | 5  | Roman Hubník    |     |
| LB             | 8  | David Limberský |     |
| CM             | 22 | Vladimír Darida |     |
| CM             | 13 | Jaroslav Plašil | 86' |
| RW             | 20 | Jiří Skalák     | 67' |
| AM             | 10 | Tomáš Rosický   |     |
| LW             | 19 | Ladislav Krejčí |     |
| CF             | 21 | David Lafata    | 67' |
| Wisselspelers: |    |                 |     |
| FW             | 12 | Milan Škoda     | 67' |
| FW             | 18 | Josef Šural     | 67' |
| FW             | 7  | Tomáš Necid     | 86' |
| Coach:         |    |                 |     |
| Pavel Vrba     |    |                 |     |

| Kroatië:       |    |                     |       |
|                |    |                     |       |
| GK             | 23 | Danijel Subašić     |       |
| RB             | 11 | Darijo Srna         |       |
| CB             | 5  | Vedran Ćorluka      |       |
| CB             | 21 | Domagoj Vida        | 90+3' |
| LB             | 3  | Ivan Strinić        | 90+3' |
| CM             | 10 | Luka Modrić         | 62'   |
| CM             | 19 | Milan Badelj        | 14'   |
| RW             | 14 | Marcelo Brozović    | 74'   |
| AM             | 7  | Ivan Rakitić        | 90+2' |
| LW             | 4  | Ivan Perišić        |       |
| CF             | 17 | Mario Mandžukić     |       |
| Wisselspelers: |    |                     |       |
| MF             | 8  | Mateo Kovačić       | 62'   |
| DF             | 13 | Gordon Schildenfeld | 90+2' |
| DF             | 2  | Šime Vrsaljko       | 90+3' |
| Coach:         |    |                     |       |
| Ante Čačić     |    |                     |       |

Man van de wedstrijd:

 Ivan Rakitić

|                                               |                         |       |           |                                                                            |
| 21 juni 2016 «onderlinge duels» 21:00 (UTC+2) | Kroatië                 | 2 – 1 | Spanje    | Nouveau Stade Bordeaux, Bordeaux Scheidsrechter: Björn Kuipers (Nederland) |
| 21 juni 2016 «onderlinge duels» 21:00 (UTC+2) | Kalinić 45' Perišić 87' |       | 7' Morata | Nouveau Stade Bordeaux, Bordeaux Scheidsrechter: Björn Kuipers (Nederland) |

| Kroatië | Spanje |

| Kroatië:       |    |                 |           |
|                |    |                 |           |
| GK             | 23 | Danijel Subašić |           |
| RB             | 11 | Darijo Srna     | 70'       |
| CB             | 5  | Vedran Ćorluka  |           |
| CB             | 6  | Tin Jedvaj      |           |
| LB             | 2  | Šime Vrsaljko   | 70'       |
| CM             | 15 | Marko Rog       | 29' 82'   |
| CM             | 19 | Milan Badelj    |           |
| RW             | 4  | Ivan Perišić    | 88' 90+4' |
| AM             | 7  | Ivan Rakitić    |           |
| LW             | 20 | Marko Pjaca     | 90+2'     |
| CF             | 16 | Nikola Kalinić  |           |
| Wisselspelers: |    |                 |           |
| MF             | 8  | Mateo Kovačić   | 82'       |
| FW             | 22 | Duje Čop        | 90+2'     |
| FW             | 9  | Andrej Kramarić | 90+4'     |
| Coach:         |    |                 |           |
| Ante Čačić     |    |                 |           |

| Spanje:            |    |                 |     |
|                    |    |                 |     |
| GK                 | 12 | David de Gea    |     |
| RB                 | 16 | Juanfran        |     |
| CB                 | 3  | Gerard Piqué    |     |
| CB                 | 15 | Sergio Ramos    |     |
| LB                 | 18 | Jordi Alba      |     |
| DM                 | 5  | Sergio Busquets |     |
| CM                 | 10 | Cesc Fàbregas   | 84' |
| CM                 | 6  | Andrés Iniesta  |     |
| RW                 | 21 | David Silva     |     |
| CF                 | 7  | Álvaro Morata   | 67' |
| LW                 | 22 | Nolito          | 60' |
| Wisselspelers:     |    |                 |     |
| MF                 | 19 | Bruno Soriano   | 60' |
| FW                 | 20 | Aritz Aduriz    | 67' |
| MF                 | 14 | Thiago          | 84' |
| Coach:             |    |                 |     |
| Vicente del Bosque |    |                 |     |

Man van de wedstrijd:

 Ivan Perišić

#### Achtste finale
|                                               |         |               |          |                                                                                           |
| 25 juni 2016 «onderlinge duels» 21:00 (UTC+2) | Kroatië | 0 – 1 (n.v.)  | Portugal | Stade Bollaert-Delelis, Lens Toeschouwers: 33.523 Scheidsrechter: Carlos Velasco (Spanje) |
| 25 juni 2016 «onderlinge duels» 21:00 (UTC+2) |         | 117' Quaresma |          | Stade Bollaert-Delelis, Lens Toeschouwers: 33.523 Scheidsrechter: Carlos Velasco (Spanje) |

| Kroatië | Portugal |

| Kroatië:       |    |                  |        |
|                |    |                  |        |
| GK             | 23 | Danijel Subašić  |        |
| RB             | 11 | Darijo Srna      |        |
| CB             | 5  | Vedran Ćorluka   | 120+1' |
| CB             | 21 | Domagoj Vida     |        |
| LB             | 3  | Ivan Strinić     |        |
| CM             | 10 | Luka Modrić      |        |
| CM             | 19 | Milan Badelj     |        |
| RW             | 14 | Marcelo Brozović |        |
| AM             | 7  | Ivan Rakitić     | 110'   |
| LW             | 4  | Ivan Perišić     |        |
| CF             | 17 | Mario Mandžukić  | 88'    |
| Wisselspelers: |    |                  |        |
| FW             | 16 | Nikola Kalinić   | 88'    |
| MF             | 20 | Marko Pjaca      | 110'   |
| FW             | 9  | Andrej Kramarić  | 120+1' |
| Coach:         |    |                  |        |
| Ante Čačić     |    |                  |        |

| Portugal:       |    |                   |      |
|                 |    |                   |      |
| GK              | 1  | Rui Patrício      |      |
| RB              | 21 | Cédric Soares     |      |
| CB              | 3  | Pepe              |      |
| CB              | 4  | José Fonte        |      |
| LB              | 5  | Raphaël Guerreiro |      |
| RW              | 10 | João Mário        | 87'  |
| CM              | 23 | Adrien Silva      | 108' |
| CM              | 14 | William Carvalho  | 78'  |
| LW              | 15 | André Gomes       | 50'  |
| CF              | 17 | Nani              |      |
| CF              | 7  | Cristiano Ronaldo |      |
| Wisselspelers:  |    |                   |      |
| MF              | 16 | Renato Sanches    | 50'  |
| MF              | 20 | Ricardo Quaresma  | 87'  |
| MF              | 13 | Danilo Pereira    | 108' |
| Coach:          |    |                   |      |
| Fernando Santos |    |                   |      |

Man van de wedstrijd:

 Renato Sanches

HNS · A-internationals · Selecties · Bondscoaches · Statistieken · Kroatisch vrouwenelftal · Olympisch elftal · Kroatië U21 · Kroatië U20 · Kroatië U19 · Kroatië U18 · Kroatië U17 · Kroatië U16
1940 – 1956 ·
1990 – 1999 ·
2000 – 2009 ·
2010 – 2019 ·
2020 − 2029
EK's: 1996 · 
2000 · 
2004 · 
2008 · 
2012 · 
2016 · 
2020 · 
2024
WK's: 1998 · 
2002 · 
2006 · 
2010 · 
2014 · 
2018 · 
2022
1940 · 
1941 · 
1942 · 
1943 · 
1944 · 
1945–1955 · 
1956 · 
1957–1989 · 
1990 · 
1991 · 
1992 · 
1993 · 
1994 · 
1995 · 
1996 · 
1997 · 
1998 · 
1999 · 
2000 · 
2001 · 
2002 · 
2003 · 
2004 · 
2005 · 
2006 · 
2007 · 
2008 · 
2009 · 
2010 · 
2011 · 
2012 · 
2013 ·  
2014 · 
2015 · 
2016 · 
2017 · 
2018 ·
2019 ·
2020 ·
2021 ·
2022 ·
2023
Albanië ·
Andorra ·
Argentinië ·
Armenië ·
Australië ·
Azerbeidzjan · 
België ·
Bosnië en Herzegovina ·
Brazilië ·
Bulgarije ·
Canada ·
Chili ·
China ·
Cyprus ·
Denemarken ·
Duitsland ·
Ecuador ·
Egypte ·
Engeland ·
Estland ·
Finland ·
Frankrijk ·
Georgië ·
Gibraltar ·
Griekenland ·
Hongarije ·
Hongkong ·
Ierland ·
IJsland ·
Indonesië ·
Iran ·
Israël ·
Italië ·
Jamaica ·
Japan ·
Joegoslavië ·
Jordanië ·
Kameroen · 
Kazachstan ·
Kosovo ·
Letland ·
Litouwen ·
Liechtenstein ·
Mali ·
Malta ·
Marokko · 
Mexico ·
Moldavië ·
Nederland ·
Nigeria ·
Noord-Ierland ·
Noord-Macedonië ·
Noorwegen ·
Oekraïne ·
Oostenrijk ·
Peru ·
Polen ·
Portugal ·
Qatar ·
Roemenië ·
Rusland ·
San Marino ·
Saoedi-Arabië ·
Schotland ·
Senegal · 
Servië · 
Slovenië ·
Slowakije ·
Spanje ·
Tsjechië ·
Tunesië ·
Turkije ·
Wales ·
Wit-Rusland ·
Zuid-Korea ·
Zweden ·
Zwitserland
Argentinië (2018) ·
Argentinië (2022) ·
Australië (2006) ·
België (2022) ·
Brazilië (2006) ·
Brazilië (2014) ·
Brazilië (2022) ·
Denemarken (2018) ·
Duitsland (2008) ·
Engeland (2018) ·
Engeland (2021) ·
Frankrijk (2018) ·
Ierland (2012) ·
IJsland (2018) ·
Italië (2012) ·
Japan (2006) ·
Kameroen (2014) ·
Marokko (2022, 1) ·
Marokko (2022, 2) ·
Mexico (2014) ·
Nigeria (2018) ·
Oostenrijk (2008) ·
Polen (2008) ·
Rusland (2018) ·
Schotland (2021) ·
Spanje (2012) ·
Spanje (2021) ·
Tsjechië (2016) ·
Tsjechië (2021) ·
Turkije (2008) ·
Turkije (2016)